# Bithynia majorcina
Bithynia majorcina es una especie de molusco gasterópodo de la familia Hydrobiidae.

## Distribución geográfica
Es endémica del este de Mallorca (España).  